# 见龙居
见龙居，位于中国广东省梅州市丰顺县龙岗镇马圈西村，为梅州市丰顺县的一个县级文物保护单位，类型为古建筑，公布时间为1983年4月。
见龙居的历史年代为近代。1983年4月，丰顺县人民政府认定其为丰顺县文物保护单位。